# Electric Light Orchestra
|  | Denne artikel omhandler det engelske band. Elo eller ELO kan også henvise til andre artikler, se Elo. |
Electric Light Orchestra (ELO) er et engelsk rockband, der blev dannet i Birmingham i 1970 af sangskriver og multiinstrumentalisterne Jeff Lynne og Roy Wood med trommeslageren Bev Bevan. Deres musik bliver karakteriseret som en fusion af Beatlesque-pop, klassisk arrangement og futuristisk ikonografi. Efter Wood forlod bandet i 1972 blev Lynne bandets leder, og arrangerede og producerede alle albums, og han har også skrevet næsten alt deres originale materiale. Fra den oprindelige sammensætning er det kun Lynne, Bevan og keyboardspiller Richard Tandy der har været gennemgående medlemmer.
ELO blev dannet som følge af Lynnes og Woods ønske om at skabe moderne pop og rock-sange med klassiske overtoner. Det var en udløber af Woods tidligere band, the Move, hvor Lynne og Bevan også var medlemmer. I løbet af 1970'erne og 1980'erne udgav ELO en række top 10 albums og singler, inklusive to LP'er der nåede førstepladsen af den birtiske albumhitliste: den discoinspirerede Discovery (1979) og konceptalbummet Time (1981) med science-fiction-tema. I 1986 mistede Lynne interessen for bandet og opløste ELO. Bevan svarede igen ved at danne sit eget band, ELO Part II, der senere blev til the Orchestra. Efter en kort gendannelse fra 2000 til 2001 var ELO stort set inaktivt indtil 2014, hvor Lynne gendannde bandet sammen med Tandy som Jeff Lynne's ELO.
I løbet af gruppens oprindelige 13 år hvor de aktivt indspillede og turnerede solgte de over 50 millioner albums på verdensplan, og fik 19 CRIA, 21 RIAA og 38 BPI priser. From 1972 to 1986, ELO accumulated 27 top 40 songs on the UK Singles Chart, and fifteen top 20 songs on the US Billboard Hot 100. Bandet har også rekorden for at have flest Billboard Hot 100 top 40 hits (20) uden at have et nummer på førstepladsen. I 2017 blev nøglemedlemmerne af ELO (Wood, Lynne, Bevan og Tandy) indskrevet i Rock and Roll Hall of Fame.

## Diskografi
- The Electric Light Orchestra (1971)
- ELO 2 (1973)
- On the Third Day (1973)
- Eldorado (1974)
- The Night The Light Went Out On (In Long Beach)
- Face the Music (1975)
- A New World Record (1976)
- Out of the Blue (1977)
- Discovery (1979)
- Xanadu (1980) (with Olivia Newton-John) (soundtrack album)
- Time (1981) (krediteret ELO)
- Secret Messages (1983)
- Balance of Power (1986)
- Zoom (2001)
- Alone in the Universe (2015) (krediteret som Jeff Lynne's ELO)
- From Out of Nowhere (2019) (krediteret som Jeff Lynne's ELO)